# Deutschnofen
Deutschnofen (wł. Nova Ponente) – miejscowość i gmina we Włoszech, w regionie Trydent-Górna Adyga, w prowincji Bolzano.
Liczba mieszkańców gminy w 2009 roku wynosiła 3876 osób. Język niemiecki jest językiem ojczystym dla 97,1%, włoski dla 2,51%, a ladyński dla 0,39% mieszkańców (2001).